# متلازمة ما بعد العناية المركزة
يصف مصطلح متلازمة ما بعد العناية المركزة (بي آي سي إس) مجموعة من الاضطرابات الصحية الشائعة بين المرضى الذين ينجون من الأمراض الحرجة والعناية المركزة. عمومًا، تعتبر هذه المتلازمة مختلفة عن الاضطرابات التي يتعرض لها أولئك الذين ينجون من مرض حرج والعناية المركزة بعد إصابات الدماغ الرضية والسكتة الدماغية. يندرج نطاق أعراض هذه المتلازمة تحت ثلاث فئات واسعة: الضعف الجسدي والاضطراب المعرفي والاضطراب النفسي. قد يكون لدى الشخص المصاب بمتلازمة ما بعد العناية المركزة أعراض من واحدة أو أكثر من هذه الفئات.
أدى تحسن البقيا بعد مرض حرج إلى تركيز الأبحاث على النتائج طويلة الأمد لهؤلاء المرضى. أدى هذا التحسن في البقيا أيضًا إلى اكتشاف إعاقات وظيفية هامة يعاني منها العديد من الناجين من أمراض حرجة. بما أن غالبية المؤلفات في طب العناية المركزة تركز على النتائج قصيرة الأمد (مثل البقيا)، يعتبر الفهم الحالي لمتلازمة ما بعد العناية المركزة محدودًا نسبيًا. تقترح الأبحاث الحديثة وجود تداخل هام بين الأصناف الثلاثة العريضة للأعراض. بالإضافة إلى ذلك، يبدو أن التركين وبقاء المريض دون حركة لفترات طويلة تعتبر قواسم مشتركة بين المرضى الذين يعانون من متلازمة ما بعد العناية المركزة.
نشأ هذا المصطلح نحو عام 2010، على الأقل جزئيًا، بهدف نشر الوعي حول أهمية الاختلالات الوظيفية طويلة الأمد الناتجة عن العلاج في وحدة العناية المركزة. يزداد الوعي بهذه الإعاقات الوظيفية طويلة الأمد يومًا بعد يوم، ويجري البحث لتوضيح طيف الإعاقات وإيجاد طرق أكثر فعالية لمنع هذه المضاعفات طويلة الأمد واستعادة الوظائف بشكل أكثر فعالية. أكد الوعي المتزايد في المجتمع الطبي على الحاجة إلى تخصيص المزيد من موارد المشافي والمجتمع لتحديد المرضى المصابين بالمتلازمة بشكل أكثر فعالية بعد النجاة من مرض حرج وعلاج هؤلاء المرضى.[بحاجة لمصدر]

## حالات
الشكل الأكثر شيوعًا من المتلازمة هو الاضطراب الجسدي المعروف عمومًا باسم الضعف المكتسب في وحدة العناية المركزة. تعتبر الاضطرابات الأخرى الجسدية والمعرفية والمتعلقة بالصحة العقلية أقل شيوعًا وتحتاج إلى المزيد من الأبحاث لفهم أفضل.[بحاجة لمصدر]

### الضعف الجسدي
الضعف المكتسب في وحدة العناية المركزة، والذي يسمى أحيانًا اعتلال الأعصاب المتعدد، هو الشكل الأكثر شيوعًا من الضعف الجسدي، ويقدر أنه يحدث لدى 25% أو أكثر من الناجين من وحدة العناية المركزة. يعتقد أنه ناتج عن عدم الحركة طويلة الأمد والتركين العميق الذي يخضع له العديد من المرضى أثناء وجودهم في وحدة العناية المركزة. بالإضافة إلى ذلك، فإن الالتهابات والإنتانات الشديدة عوامل خطر مهمة لتطور هذا الضعف الجسدي.
غالبًا ما يظهر الضعف الجسدي على شكل صعوبة في أداء أنشطة الحياة اليومية (مثل الحركة في بيئة العيش واستخدام الحمام والقدرة على إعداد الوجبات أو غسيل الملابس). يمكن أن يكون العجز عن أداء هذه المهمات بشكل فعال مزعجًا بشكل خاص للمرضى. يؤثر العجز المرافق للضعف المكتسب في وحدة العناية المركزة تأثيرًا سلبيًا ومباشرًا على استقلالية الشخص. يختلف السير الطبيعي للضعف الجسدي من مريض إلى آخر، لكن بعض المرضى يتعافون خلال عام.
تشمل الاضطرابات الجسدية الأخرى التقفع المفصلي بسبب عدم الحركة لفترات طويلة أثناء الاستشفاء. المفاصل الأكثر إصابة هي المرفق والكاحل، يليها كل من الركبة والورك. قد يحدث بعض الضعف الجسدي نتيجة سوء التغذية أثناء المرض الحرج. على الرغم من أن التغذية يمكن أن تؤمن بوساطة التغذية الأنبوبية أو التغذية الوريدية، فقد يتأخر بدء التغذية الوريدية، وغالبًا ما توقف التغذية بسبب عدم تحمل الجهاز الهضمي أو إجراء جراحي يتطلب معدة فارغة. غالبًا ما تبقى وظيفة الرئة مضطربة لأشهر أو سنوات لدى الأشخاص الذين يعانون من متلازمة الضائقة التنفسية الحادة ويعالجون بالتهوية الميكانيكية. أكثر وظائف الرئة التي تختل هي سعة انتشار أول أوكسيد الكربون، كما تنخفض الحجوم الرئوية وسعة التنفس.

### الاضطراب المعرفي
تشمل الاضطرابات المعرفية ضعفًا في الذاكرة والانتباه وسرعة المحاكمة العقلية والقدرة على حل المشكلات. تؤثر هذه الاضطرابات على ما يصل إلى 80% من الأفراد الناجين من المرض الحرج. لعل أهم اضطرابات الذاكرة والوظيفة التنفيذية هو منع الناس من الانخراط في المهمات والسلوكيات اللازمة للعمل بشكل فعال في الحياة اليومية والمحاكمة العقلية المعقدة. يعتبر تأثير الخلل الإدراكي مهمًا، إذ ليست البطالة نادرة بسبب الصعوبات في مهمات الوظيفة التنفيذية (مثل إتمام المهمات الروتينية ومنها موازنة دفتر الشيكات وتذكر الحقائق أو الأحداث). من بين الأفراد الذين يعانون من اضطرابات معرفية مرتبطة بمتلازمة ما بعد العناية المركزة، يتحسن معظم المرضى أو يتعافون بشكل تام خلال السنة الأولى.
تشمل عوامل الخطر الأساسية للاضطراب المعرفي بعد القبول في وحدة العناية المركزة بسبب مرض حرج الهذيان والعجز المعرفي السابق وإنتان الدم ومتلازمة الضائقة التنفسية الحادة. يعتقد الباحثون حاليًا أن عوامل عديدة يمكن أن تلعب دورًا في حدوث الاضطراب المعرفي التالي للمرض الحرج. تتضمن بعض الآليات المحتملة ضعف إمداد الدماغ بالدم بسبب انخفاض ضغط الدم الناتج عن إنتان الدم وضعف إمداد الدماغ بالأوكسجين بسبب الضائقة التنفسية واضطراب التنفس، إضافة إلى التهاب الدماغ واضطراب عمل الحاجز الدماغي الدموي في مناطق الدماغ المعنية بالوظيفة التنفيذية والذاكرة.

### الاضطراب النفسي
يمثل الاكتئاب والقلق الاضطرابين الأكثر شيوعًا من بين اضطرابات الصحة العقلية لدى الأفراد الذين يعانون من متلازمة ما بعد العناية المركزة. لكن طيف مشاكل الصحة العقلية المحتملة أوسع بكثير. يعد الخرف واضطراب ما بعد الصدمة (بي تي إس دي) والسلوك الوهمي المستمر أيضًا من تظاهرات المتلازمة. على الرغم من عدم فهمها تمامًا، يُرجح أن تكون الأوهام والقلق المشاهدة لدى المرضى الذين يعانون من متلازمة ما بعد العناية المركزة مرتبطة بالذكريات الوهمية التي يكتسبها الأفراد أثناء بقائهم في وحدة العناية المركزة، أكثر من استرجاع الذكريات الواقعية. يعتقد أن التركين المحدث دوائيًا يمكن أن يساهم في تكوين الذكريات الوهمية عن طريق زيادة خطر الهذيان والهلوسة.
تتشابه عوامل الخطر مع تلك المرتبطة بالاضطراب المعرفي التالي للمرض الحرج، وتتضمن إنتان الدم الشديد ومتلازمة الضائقة التنفسية الحادة والقصور التنفسي والرضح ونقص سكر الدم ونقص الأكسجة. مثل الضعف المكتسب في وحدة العناية المركزة، من المعروف أن عدم الحركة طويل الأمد والتركين العميق يلعبان دورًا مهمًا في تطور مشاكل الصحة العقلية المشاهدة في متلازمة ما بعد العناية المركزة. يعد اضطراب نمط النوم، وهو مشكلة شائعة في وحدة العناية المركزة، أيضًا من الأسباب المحتملة. نذكر من عوامل الخطر الأخرى لاضطرابات الصحة العقلية التالية للعناية المركزة العمر تحت 50 سنة والجنس الأنثوي ومستوى التعليم المتدني والإعاقة الموجودة مسبقًا وتعاطي الكحول والقلق الموجود مسبقًا والاكتئاب واضطراب ما بعد الصدمة.
التاريخ الطبيعي لاضطرابات الصحة العقلية التالية للمرض الحرج غير معروف جيدًا، من المحتمل أن يكون ذلك بسبب عدم الاعتراف بأن هذه الأعراض النفسية قد تكون مرتبطة بالقبول في وحدة العناية المركزة منذ فترة طويلة. بمساعدة نفسية ومعنوية مناسبة، يمكن تدبير الأمراض العقلية المتعلقة بمتلازمة ما بعد العناية المركزة بنجاح. ولكن الأبحاث تفضل الاستراتيجيات الوقائية باعتبارها التدبير الأكثر فعالية. في حين تركز دراسات حالية عديدة على تحديد أفضل وسائل علاج الاضطرابات النفسية المرتبطة بالعناية المركزة والوقاية منها، يبدو أن المذكرات اليومية المعروفة باسم «مذكرات العناية المركزة» من أفضل الطرق الواعدة. يبدو أن هذه المذكرات فعالة في علاج الذكريات الوهمية الزائفة التي يعاني منها بعض المرضى. يمكن أن يكون مقدمو الخدمات الصحية، وخاصة العاملون بالخدمة الاجتماعية السريرية المختصون بالعناية الطبية عظيمي الفائدة في دعم هذه النشاطات وتيسيرها على المرضى وأسرهم.